# Francesco Mario Pagano
Pour les articles homonymes, voir Pagano.
Francesco Mario Pagano, né le 8 décembre 1748 à Brienza, et mort le 29 octobre 1799 à Naples, est un juriste, un philosophe, un historien, un dramaturge et un homme politique italien. Considéré comme l'un des plus grands représentants italiens du siècle des Lumières, il est aussi regardé comme un pionnier de la justice constitutionnelle contemporaine.

## Biographie
Francesco Mario Pagano est né le 8 décembre 1748 à Brienza, dans le sud de la province de Potenza. Il fait ses études à l'université de Naples, sous la direction de Antonio Genovesi, puis dès l'âge de 20 ans, y devient professeur de philosophie politique, morale et de droit. Il développe à la même époque des liens d'amitié avec Gaetano Filangieri, avec lequel il est initié à la franc-maçonnerie. Pagano est élu vénérable maître de La Philantropia, loge de rite anglais, où d'autres intellectuels participent comme Filangieri, Domenico Cirillo, Giuseppe Albanese et Donato Tommasi. Il devient enfin professeur de droit pénal en 1786.
En 1783, il publie Saggi politici, un traité d'histoire philosophique du royaume de Naples, dans lequel il prend position contre la torture et la peine de mort, et plaide pour des incriminations pénales moins sévères. Il publie ensuite plusieurs travaux, notamment de droit pénal et d'analyse de la jurisprudence en la matière, comme Considerazioni sulla procedura criminale, ce qui lui donne une popularité internationale, est apprécié par Le Moniteur universel, principal journal de la France révolutionnaire, et reçoit une mention honorable par l'Assemblée constituante française. En 1792, il publie de même plusieurs essais politiques sur les peuples barbares et la décadence des sociétés civilisées et des nations, reprenant et amplifiant les thèses de Giambattista Vico. 
Plus tôt déjà, en 1768, il se distingue en rédigeant une critique politique de toute la législation romaine. Dans ce travail, on discerne l'influence du philosophe français Montesquieu en particulier et celle des Lumières en général. L'originalité, avec une part d'audace, de ses thèses vaut, par la suite, à Pagano d'avoir beaucoup d'ennemis et, bien qu'il bénéficie des faveurs de la Cour, il finit par être emprisonné. Ses écrits, soupçonnés d'hérésie, sont soumis à un examen théologique qui s'avère à son avantage, et il est donc libéré.
En 1794, Pagano défend Vincenzo Galiani, Vincenzo Vitalini et Emanuele de Deo, tous trois accusés de complot contre le roi Ferdinand IV de Naples. Après leurs condamnations à mort, Pagano, accusé de corruption, est déchu de ses fonctions universitaires, emprisonné puis expulsé du Royaume en 1796. 

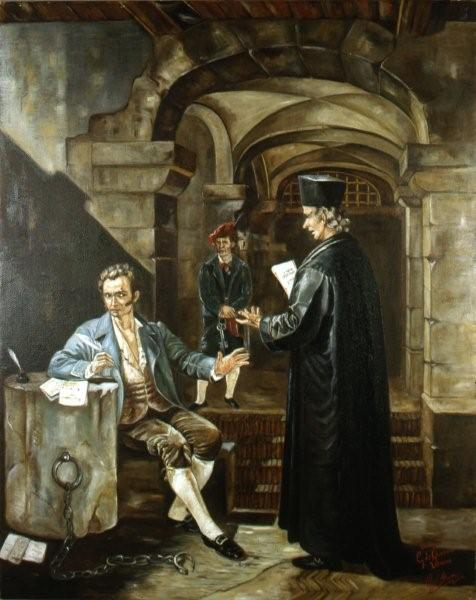
Le juge spécial lit la sentence de mort à Mario Pagano. Portrait de Giacomo Di Chirico

Pagano revient en 1799, au moment où les troupes révolutionnaires françaises établissent la République parthénopéenne à Naples. Il est alors parmi les collaborateurs les plus actifs du nouveau régime politique. C'est lui qui est notamment chargé d'en rédiger la Constitution, inspirée de la Constitution de l'an I (1793) en France. Le document présente des traits originaux comme l'institution de l'Ephorat, un organe qu'aurait supervisé le maintien de la loi. Il est considéré comme le précurseur de la cour constitutionnelle moderne.
Lors de la rapide restauration de la monarchie bourbonne, six mois plus tard, il fait partie des républicains qui résistent jusqu'au bout, retranchés au Castel Nuovo. Contrairement à ce qui est conclu dans l'accord de reddition, il est emprisonné et condamné à mort. Il profite alors de son incarcération de quelques mois pour composer quelques discours esthétiques, ainsi que des compositions théâtrales lyriques et dramatiques. 
Seules deux d'entre elles, la tragédie Gerbino et le mélodrame Agamemnon, sont publiées. Pagano est finalement exécuté à Naples, en compagnie de Domenico Cirillo, Giorgio Pigliacelli et Ignazio Ciaia, le 29 octobre 1799.
Enfin, il est à noter que les autres travaux juridiques et philosophiques de Pagano se composent notamment de Progetto di Costituzione della Repubblica napoletana, Sul processo criminale, Esame politico dell’intera legislazione romana et Discorso sull’origine e natura della poesia. Il a également assuré la traduction de plusieurs œuvres latines et grecques, et rédigé six tragédies (Gerbino, Agamennone, Corradino, Gli esuli tebani, Prometeo and Teodosio) et une comédie (Emilia).